# 신칸센 100계 전동차
신칸센 100계 전동차(일본어: 新幹線100系電車)는 일본국철(현 JR 그룹)이 운영하는 도카이도 신칸센과 산요 신칸센의 2세대 차량이다.

## 개요
1964년의 도카이도 신칸센 개업부터 제조하고 있었던 신칸센 0계 전동차는, 개업 당시부터 운용되고 있는 차량의 경우 교행으로 발생하는 고압 공기에 의한 금속 피로가 발생해 기밀 구조를 유지할 수 없게 되고, 터널 없이 회전이 심한 선로인 도카이도 신칸센에서 적응할 수 없는 등 수많은 불량이 연달아 발견되었다. 일본국철(현 JR)은 0계의 내구 연한을 13년으로 설정해, 수년간 계속해서 낡은 0계를 새롭게 리뉴얼한 0계로 대체해 나갔다.
0계는 몇 번이나 마이너 체인지는 되고 있지만, 기본이 되는 디자인이나 내장은 1964년 제조 당초의 것까지 있었기 때문에 여객에게는 이것이 차량의 진부화로 비쳤고, 또 기술이 진화함과 동시에 신칸센 차량에 일어날 수 있는 일이 어느 정도 파악되었기 때문에, 100계는 이것들을 개선하기 위해 주로 내장을 중심으로 모델 체인지를 실시하여 1985년 10월부터 1991년도까지 합계 1,056량이 제조·투입되었다. 내장이나 기술 면에서, 이 이후 새로 제작되는 신칸센 차량에 탑재되는 설비·기술도 많다.
그러나 시대의 고속화의 물결은 급속히 진행되어, 성능상 0계와 큰 차이가 없는 100계는 고속 다이어에 대응할 수 없었고(특히 도카이도 구간은 선로 용량을 최대한 사용한 다이어가 운용되고 있었기 때문에, 저속 차량의 혼재는 이른바 평행 다이어가 생기는 것으로 연결되어, 전체의 속도를 저하시키는 결과를 불러 일으켰다), 폐차 차령을 맞이하기도 전에 대량으로 도태되어 버렸다.
도카이도 신칸센의 경우 2000년 5월 31일에 열차를 모두 최고 속도는 시속 270킬로미터로 운행하는 것으로 결정되었고, 이에 따른 2003년 10월 1일의 다이어 개정으로, 2003년 9월 16일에 도쿄역에서 진행된 100계 G49편성환송회 (さよなら100系G49編成展示会)에 사용된 히카리 309호(도쿄→신오사카, G49편성)를 마지막으로 도카이도 신칸센에서 은퇴했다. 또 산요 신칸센에서도, 전날인 15일의 히카리 556호(하카타→신오사카, G2편성)를 마지막으로 16량 편성은 은퇴했다. 다만 10월 9일에 대체 편성으로서 G7편성이 운용되고 있어 16량 편성의 마지막 영업 운전은 고다마 557호(히로시마→하카타, G7편성)가 되었다.
현재는, 산요 신칸센에 4~6량의 단편성 차량이, 0계의 마지막 생존 편성과 함께 코다마용 차량으로서 운용에 오르고 있다.
100계는 0계의 모델 체인지 차량이므로, 여기에서는 주로 0계와의 차이점을 중점적으로 말한다.

### 차량 외관
0계와의 최대의 차이점은, 프론트 마스크와 2층 차량의 존재다. 프론트 마스크는 소음과 공기 저항의 저감을 도모하기 위해, 예각의 전두부로부터 시작해 서서히 단면적을 크게 하는 유선형 디자인이 되었고, 전조등 안의 라이트 배치를 가로 배열으로 변경했다. 덧붙여 시제 차량은 전조등에 5도 정도의 각이 붙어있는 형상이었지만, 양산 차량은 수평으로 설치되어 있다. 이러한 형상으로 인해 “샤크노즈”라고도 불린다. 전조등 사이에 있는 중앙의 둥근 부분에는 비상용 연결기가 들어가 있다. 하부는 스커트로 덮여 있고, 내부에는 알루미늄판을 겹쳐 놓은 배장기가 있다. 또, 차내 공조의 실외기를 천정 차단에 일괄 배치했다. 차체는 0계와 같이 마일드 스틸이다. 창문은 넓은 형태지만, 시제차량인 X0(후의 X1) 편성만 좁은 형태다.
국철 시대에는 “New Shinkansen”이라는 애칭이 주어져 2층 차량의 차체에 이것을 새긴 붉은색 마크(NS 마크)가 붙어 있었지만, 분할 민영화 후에는 JR 마크로 변경되었다.

### 대차

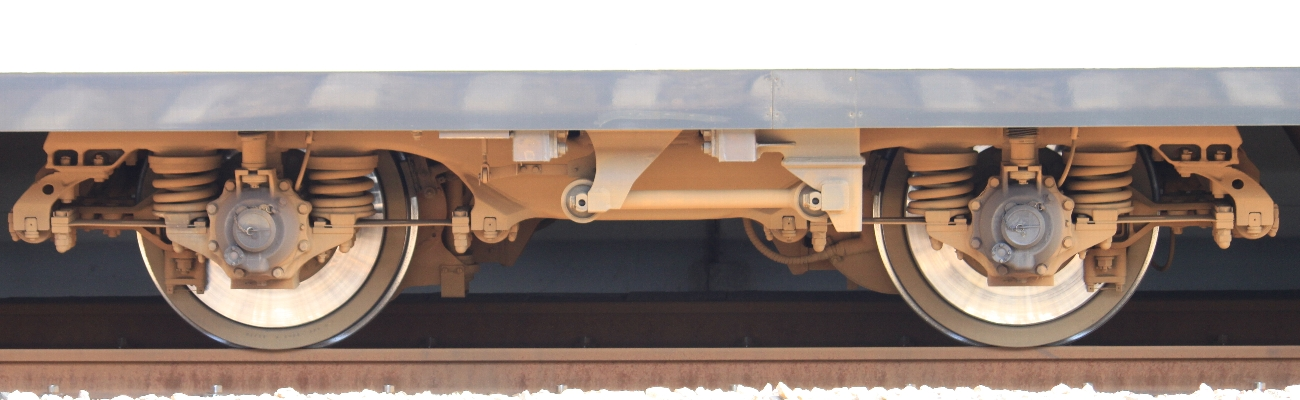
WDT202（122-5005・K53편성）

전동차(M카)의 대차는 DT202, 부수차(T카)의 대차는 TR7000으로(JR 서일본의 경우는 양측 모두 앞에 “W”를 추가), 0계의 DT200과 같은 IS식 축상지지장치, 볼스터 스프링을 채용했다. 비용 절감을 위해, DT202와 TR7000의 대차 프레임은 같은 것이 사용되어, 차륜경은 910mm, 축거는 2,500mm, 중량은 9,800kg(DT202), 9,225kg(TR7000)이 되어 있다
승차감 향상을 위해, DT200에 비해, 좌우동 감쇄에 관련된 공기 용수철의 횡강성을 1.33배, 좌우동 댐퍼 감쇄계수를 1.5배로 설정했다. 또, 차륜 레일 접촉면의 형상을 원호로 하여, 축상의 강도를 DT200의 2배로 하는 것을 통해 플랜지의 마모를 막고 있다.
브레이크는, 전동차는 0계와 같이 발전제동을 고속에서의 감속에 사용해, 저속에서는 공기제동을 사용한다. 공기제동은 전기지령식으로 변경되었으며, 신칸센으로서는 처음으로, 부수차의 브레이크로 와전류 브레이크를 설치했다. 이것은, 이후 새로 제조된 도카이도·산요 신칸센의 신칸센 차량 중 부수차가 존재하는 300계와 700계에 탑재되었다.
IS식 축상지지장치(軸箱支持装置), 2차 서스펜션의 채용은 0계와 같다.

### 전원·제어·열차 무선기기
전원을 얻는 팬터그래프는, 0계의 경우 각 유닛에 1개씩 설치되어 16량 편성의 경우 8정의 팬터그래프를 내걸고 있었기 때문에, 이것도 소음원이 되었다. 100계에서는, 당초에는 각 전동차 유닛마다 팬터그래프가 있었던 것(16량 편성 기준 6정)이, 1991년 도카이도 신칸센의 AT전화(ATき電化)에 의해, 16량 기준 3정으로 반감되었다. 이것은, 차량 위에 설치한 고압 케이블을 통해 팬터그래프가 없는 유닛의 주전동기에 전력을 공급하는 새로운 방법으로 인해 가능해진 것이다. 이 방법은 이후 새롭게 제작되는 신칸센 차량에서, 팬터그래프를 줄이는 방법으로서 모든 차량에 채용되고 있다.
역행 제어는, 초창기인 0계의 저압 탭 제어 방식과 달리 반도체 소자를 이용한 사이리스터 위상제어다. 이것은 200계부터 채용된 것이지만 적설(積雪)시의 공전(空轉)에 신경쓸 필요가 없어지기 때문에 소자수를 줄인(100계： 등 4분할, 200계：부등 6분할)것이 채용되고 있다. 주전동기(MT202)는 직류직권전동기지만, 0계에 비해 경량화·고출력화(연속정격출력 230kW)되었다. 중량은 825kg이다. 브러쉬 마모대의 확대와 베어링 구조를 개선하여, 무보수 주행거리의 연장을 도모하고 있는 점은 200계(MT201)과 같다. 또, 상하기기(床下機器)의 냉각 방법이 0계의 자연 통풍식에서 강제 통풍식으로 바뀌어, 냉각용의 팬이 탑재되었다.
주로 제어기기·주전동기의 경량화·고성능화에 의해, 16량 중 4량이 부수차가 되었다. 모터의 고출력화에 의해, 전동차를 4량 줄여도 0계와 동등한 출력(16량의 편성출력：0 계=11840kW, 100계 X편성=11040kW)을 얻을 수 있다.
또, 상하(床下)의 평활화(平滑化)에 의한 소음의 저감과 착설 장해의 방지를 위한 상하기기 수납용 간이 막이판이 설치되었다.
이에 덧붙여, 200계보다 진보된 모니터 차량 상태 표시 시스템을 도입하였는데, 히라가나, 가타가나, 한자, 알파벳과 숫자를 지원한다.

### 내장
0계에 비하면 승차감이나 쾌적성이 큰폭으로 개선되었다. 2층 차량이 신칸센에서는 처음으로 연결되어 0계에는 없는 다양한 좌석 형태가 가능하게 되었다(2층 차량의 내장·설비는 각 차의 개요를 참조). 또, 보통차의 시트피치를 0계의 98cm에서 104cm로 넓혀 회전·리클라이닝 가능한 3열 시트를 채용했다. 또, 차내는 난색계의 색채로 정리되었다.

## 각 차량의 개요

### X 편성

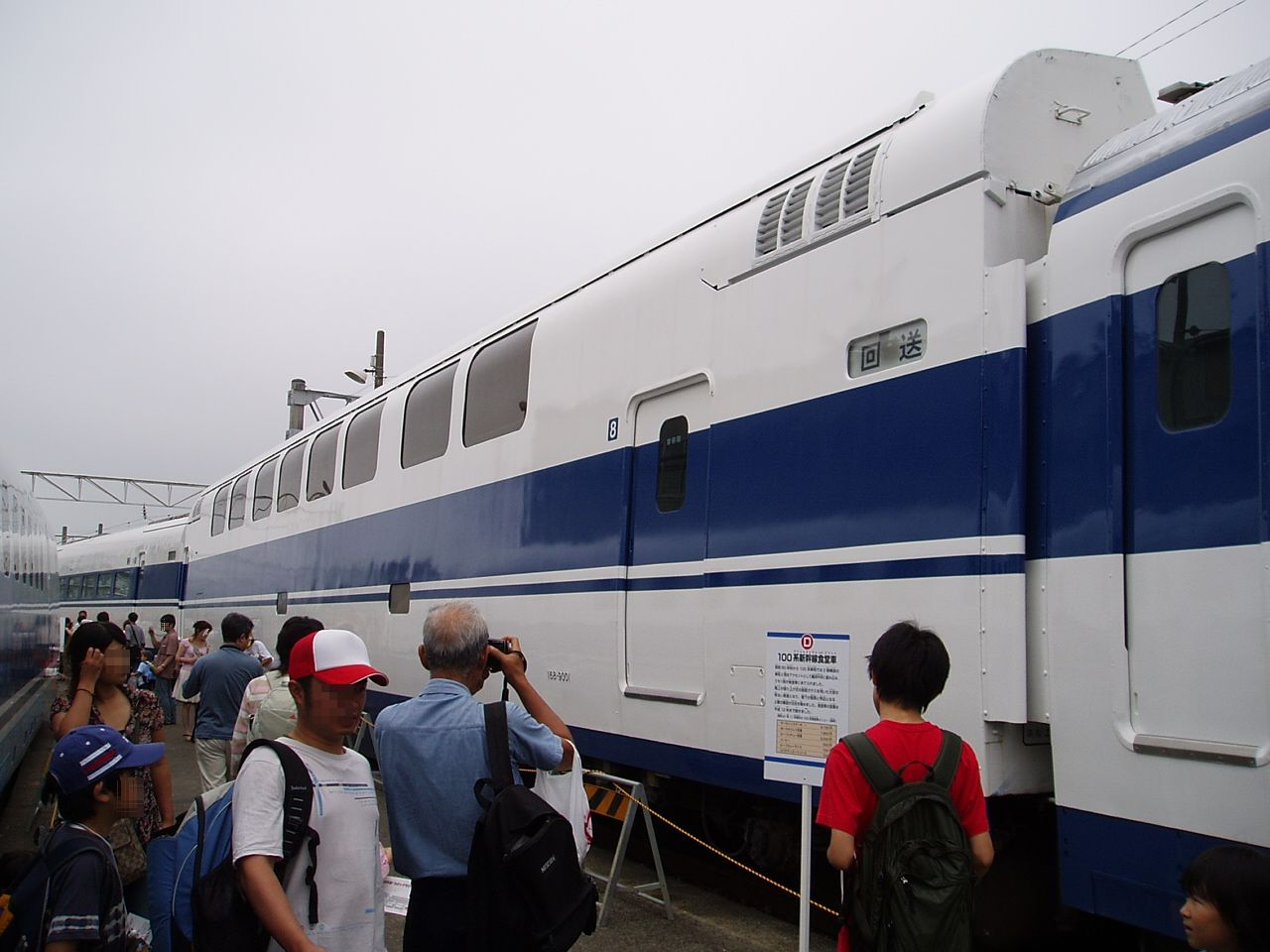
100계의 식당차 168-9001(일반공개시 촬영)

1985년에 새롭게 제조된 100계의 첫 편성. 선두차와 2층 차량 각 2량이 부수차이며, 2층 차량은 8호차와 9호차에 투입되어 8호차는 식당차, 9호차는 계단 위가 그린차·아래층이 그린차 개인실이 되어 있다. 그린차 개인실은 1인용 5실, 2인용 3실, 3인용 1실이다. 등장시에는 10호차(116-9001)의 하카타 방면에도 개인실(1인용 2실·2인용 1실)이 설치되어 있었지만, 대량생산차와의 설비 통일을 목적으로 1986년에 일반객실로 개조되었다. 1986년 등장한 대량생산차(4편성)은 당초 2층 차량이 없는 12량 편성(잠정 G편성·G1G4)로서 반입되어 영업운전을 개시한 6월부터 2층 차량이 투입, 16량 편성화 되는 11월까지의 5개월간은 '고다마'로서 운용되었다. 11월부터는 2층 차량이 투입되어, X편성(X2X5)으로서 증비차 2편성(X6·X7)과 함께 '히카리'로서 운용되었다. X0편성은 1964년 12월에 제조되었던 0계 YK2편성의 대차용으로 사용되었다.
1985년 10월에 X0편성이, 1986년 11월부터 대량생산차가 X편성으로서 영업운전을 개시했다. 운용은 도쿄-하카타간의 '히카리'를 중심으로 사용되고 있었지만, 1998년 이후는 도카이도 신칸센의 '고다마'로도 사용되고 있었다. 1999년 9월, 0계 YK편성에 뒤이어 정기열차 운용으로부터 이탈하여 그대로 전차량 폐차되었다.
- 정원: 1,277명(보통차 1,153명, 그린샤 110명, 그린샤 개인실 14명)
- 제조량수: 7편성 112량
- 최고속도：220Km/h
- 제조 시기：1985년~1986년
- JR 도카이 하마마츠 공장에, 선두 차량 123-1(대량생산차, X2편성 1호차)와 식당차 168-9001(시제차량, X1편성 8호차)가 보관되어 이벤트 등으로 일반 공개된다.

### G 편성

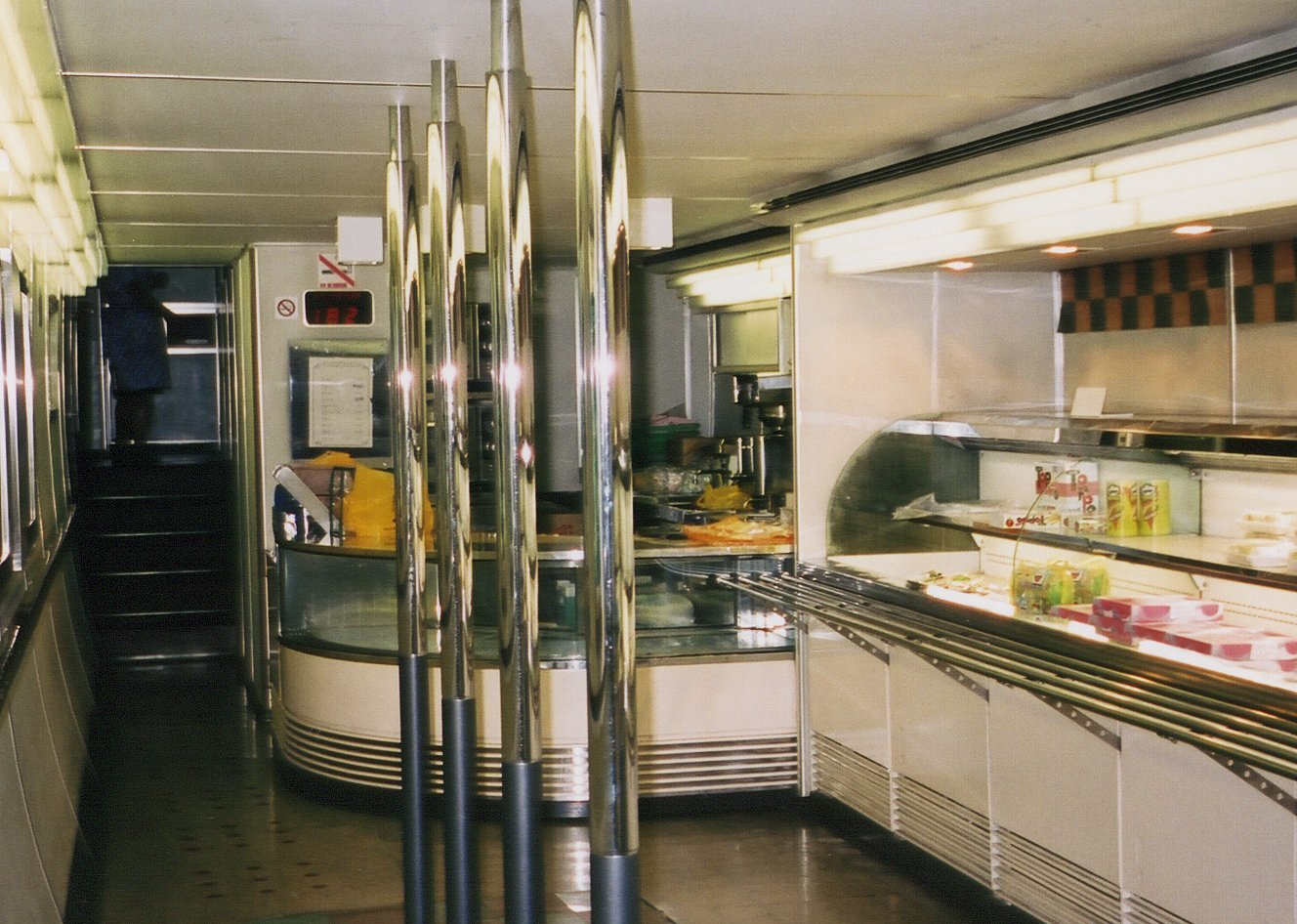
100'계 말기의 카페테리아

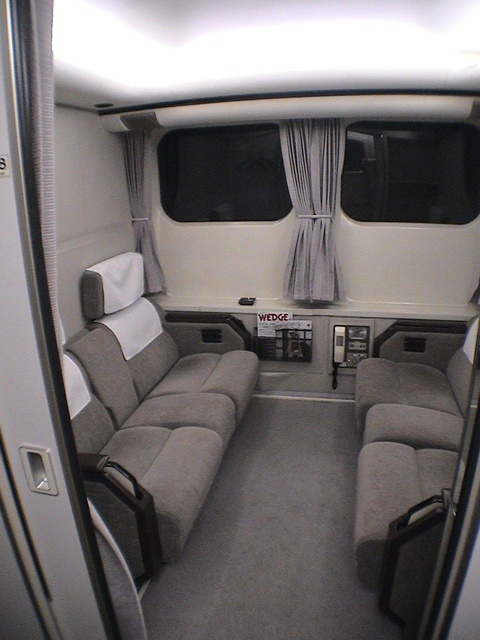
4인용 개인실

국철의 분할 민영화 후 JR 도카이가 1987년부터 제조한 편성으로, 100'계(100 대쉬계)라고 불린다. X편성과 같이 선두차와 2층차량(8호차와 9호차) 각 2량이 부수차이며, 2층 차량 중 9호차는 X편성과 같이 1등차와 그린차 개인실이지만, 히카리의 수요가 많았기 때문에 8호차는 식당차로서의 운용을 폐지하여 계단 위에 1등차·아래층에 카페테리아를 마련하여 1등차의 정원을 늘렸다. 그린차 개인실은 수요가 많았기 때문에, 1인용 2실을 4인용 1실로 변경했다(=1인용 3실, 2인용 3실, 3인용·4인용 각1 실). 1996년 G1~G7까지의 7편성 112량이 JR 서일본에 양도되었다(JR 서일본은 JR 도카이와 달리 신칸센 수송량에 격차가 있기 때문에, 단기간에 신차를 대량 투입하는 것은 어렵다. 때문에 JR 서일본은 도쿄 직통 '히카리'에도 0계를 충당하는 상황이었다. 그러나, 그렇게 되면 속도가 느린 0계를 기준으로 운전 시각표를 만들어야만 하기 때문에, 그것을 기피한 JR 도카이가 100계 G1~7편성을 JR 서일본에 양도한 것이다).
처음은 도쿄~신오사카간 히카리로 사용되고 있었지만, 증비가 진행됨에 따라 운전 구간이 확대되었다(다만, 노조미의 운전이 개시된 1992년 3월 이전에는, 원칙적으로 히로시마 이서(以西)로 진입하는 일은 없었다). 도쿄~하카타간의 히카리는 X편성이나 V편성 등을 사용하고 있던 편성이 적었지만, X편성이 고다마로 전용되었기 때문에 개수가 증가했다. 한편으로는 300계의 증비와 0계의 폐차가 진행되었기 때문에 1995년 무렵부터 고다마로도 사용되고 있었다.
- 정원：1,321명(보통차 1,153명, 그린샤 152명, 그린샤 개인실 16명)
- 제조량수: 50편성 800량
- 최고속도：220km/h
- 제조시기：1987년~1991년

### V 편성

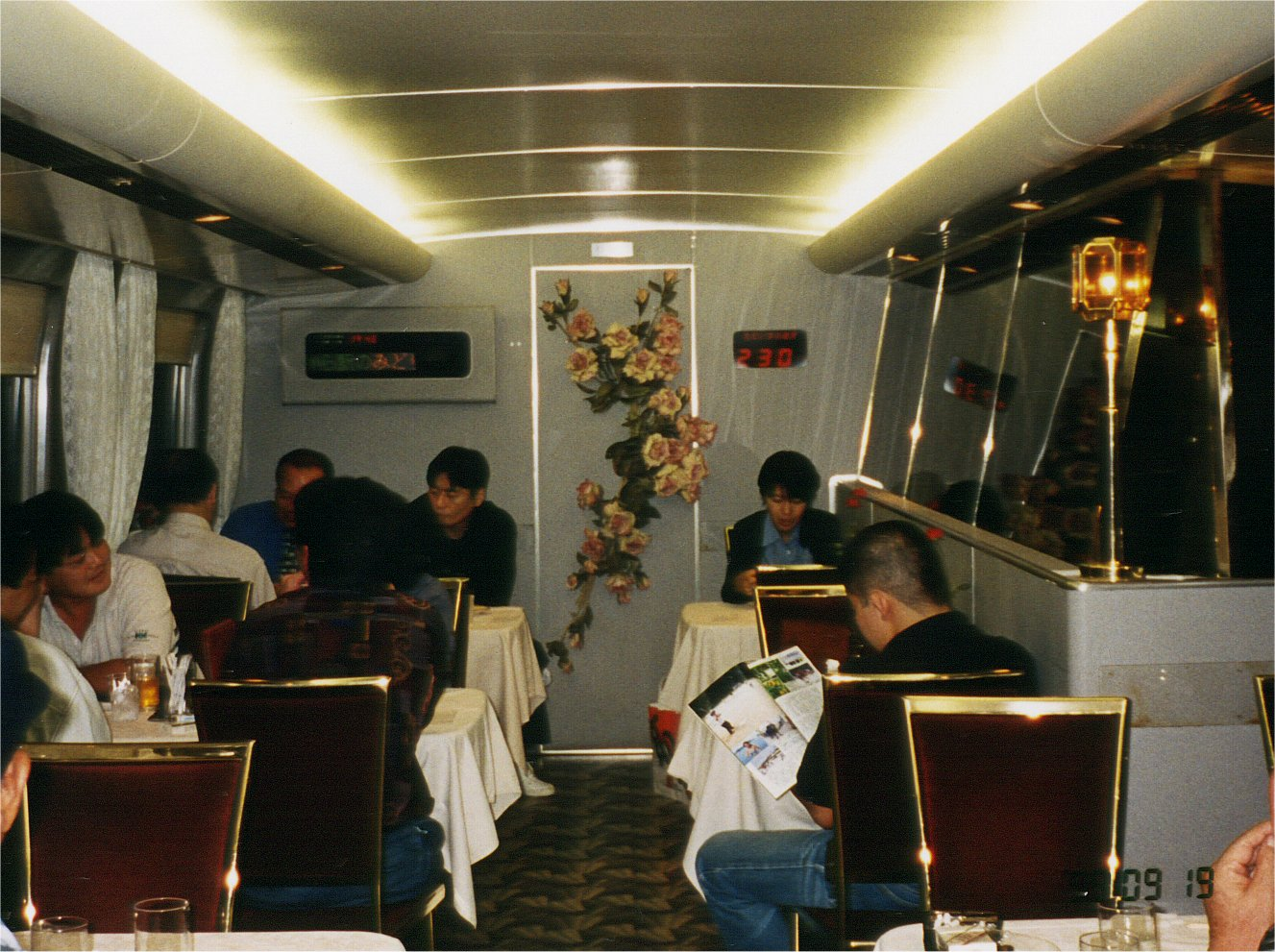
그랜드 히카리 식당차

분할 민영화 후 JR 서일본이 1989년부터 제조한 편성으로, 100N계라고 불리며 애칭은 '그랜드 히카리'이다. X·G편성과는 크게 다른 점이 많다.
- 부수차를 2층 차량 4량으로 충당했다. 2층 차량은 7~10호차에 투입되어, 7·9·10호차 3량은, 계단 위는 전망이 좋은 것을 제외하면 일반적인 그린석이었지만, 아래층은 그 후의 500계나 '히카리 레일스타'로 연결되는, JR 서일본만의 특징이 넘치는 질높은 공간이 되어 있었다. 그 아래층은 보통 지정석이면서도, 좌석은 4열 배치가 되어 있었다. 게다가, 이용자의 취향을 배려한 조명과 침착한 색조의 인테리어, 부수차만이 가능한 정숙성 등으로, 순식간에 비즈니스맨의 인기를 얻었다.

그러나, 전기제동을 사용하지 않는 부수차는, 동력차에 비해 제동시의 감속 G의 시작이 늦어 동요가 발생하는 경향이 있었다. 게다가 4량이 연속으로 편성 중간에 놓인 2층 차량의 관성 에너지는 상당히 커, 제동시마다 큰 전후 방향의 충격이 있었다. 이것은 편안함을 추구해 이 차량을 선택한 승객과, 식사를 즐기는 식당차의 손님에 있어서는 큰 문제였다. 그린차 단골 중에는 '그랜드 히카리'를 기피하는 경우도 있었던 등, 접객시설이 뛰어났던 만큼 이것은 아쉬운 사례였다.
- 또, 도쿄~하카타간 장거리를 운전하는 것이 기본이었기 때문에, 8호차는 X편성과 같이 식당차가 되었다. 도카이도·산요 신칸센에서는, 식당차는 0계, 100계 모두 8호차가 되어 있다.

산요 신칸센 완전 개통 당시에는, 도쿄~하카타를 6시간 이상에 걸쳐 주행하는 히카리에서도 식당차를 영업하는 것이 결정되었고, 또 개업 당초에는 비즈니스맨이나 장거리 여객 등이 빈번히 식당차를 이용할 것으로 예상되었다. 필연적으로 식기를 씻기 위한 물이 대량으로 필요하다. 재래선이라면 오수는 주행중에 밖에 버리는 식으로 해결할 수 있다(현재는 재래선에서도 환경의 문제로 인해 순환식 오수 처리 장치등을 이용하고 있다). 그러나, 모든 구간이 도시를 따라 있는 한편 운전속도가 높은 신칸센에서는 그렇게 할 수 없었다. 화장실에서 오수를 정화하여, 세정수로서 재이용하는 시스템이 개발되었지만, 식당차에서는 위생상 재생수는 이용할 수 없다.
이 결과, 오수를 상하(床下)의 탱크에 모아, 중간 정차역에서 오수를 배수하는 방법이 선택되어 이 오수를 지상에서 모으기 위한 배수 도랑(피트)가 8호차 바로 밑에 설치되어 있었기 때문에, 식당차는 8호차로 고정되었다.
- 비상 연결기 아래에 공기 취수구가 설치되었다. 이것은 선두차가 전동차가 되었기 때문에, 주전동기를 냉각하기 위한 것이다. 중간 M차는 상하에서 냉각풍을 도입하고 있었지만, 제어차에는 스커트가 있어 주행풍을 도입하는 것이 어렵기 때문에 그렇게 된 것이다.
- 출입구에 설치되어 있는 행선지 표시기를 롤식에서 LED(3색)식으로 변경하여, 정차역 표시 등을 가능하게 했다. 이것은, JR 서일본 소속 차량만 해당하며 이 이후에 제조된 JR 서일본의 모든 차량(300계와 키하 120형 등을 제외)에 탑재되고 있다.
- 최고속도 230km/h으로 주행(산요 신칸센)하기 때문에, ATC 220(km/h) 신호를 230신호로 바꾸는 장치 '트랜스폰더'가 설치되어 있다.
- 장래의 고속화에 대비해 270km/h로 주행가능한 성능이 주어졌다. 시험에서는 277.2km/h를 달성하고 있지만, 소음 기준을 통과할 수 없었기 때문에 최고속도는 230km/h인 채 영업이 계속되었다.
- 이쪽도 고속화의 세례를 받았다. 식당차의 수요가 급감하여, 2000년 3월 10일부로 운용이 휴지(休止)되었다. 이것으로서 신칸센 하카타역 개업 전년인 1974년부터 26년간 계속된 신칸센 식당차의 역사는 막을 닫았다. 그 후, 2002년 10월 5일의 개정으로 정기운용 일선에서 물러나, 동년 11월 23일 '히카리 563호'(신오사카→하카타,V2 편성)의 운전을 마지막으로 운용으로부터 이탈했다.
- 운용은 도쿄~하카타간 히카리를 중심으로 사용되어 끝까지, 도카이도 신칸센의 '고다마'로 사용된 일은 없었다. 0계의 마지막 생존 편성인 WR편성에 있는 전광 게시판은 이 편성의 2층 차량으로부터 전용된 것이다(사진 왼쪽 위에 있는 것).
- 2007년 기준으로, V9편성의 2층 차량 중 179-3009와 168-3009 2량은, 하카타 종합차량소 내에서 보관되고 있다. 차적도 남아있어 때때로 이벤트 등으로 공개되기도 한다.
- 정원: 1,285명(보통차 1169명, 그린샤 116명)
- 제조양수: 9편성 144량
- 최고속도: 230km/h
- 제조시기: 1989년~1991년

### K 편성, P 편성

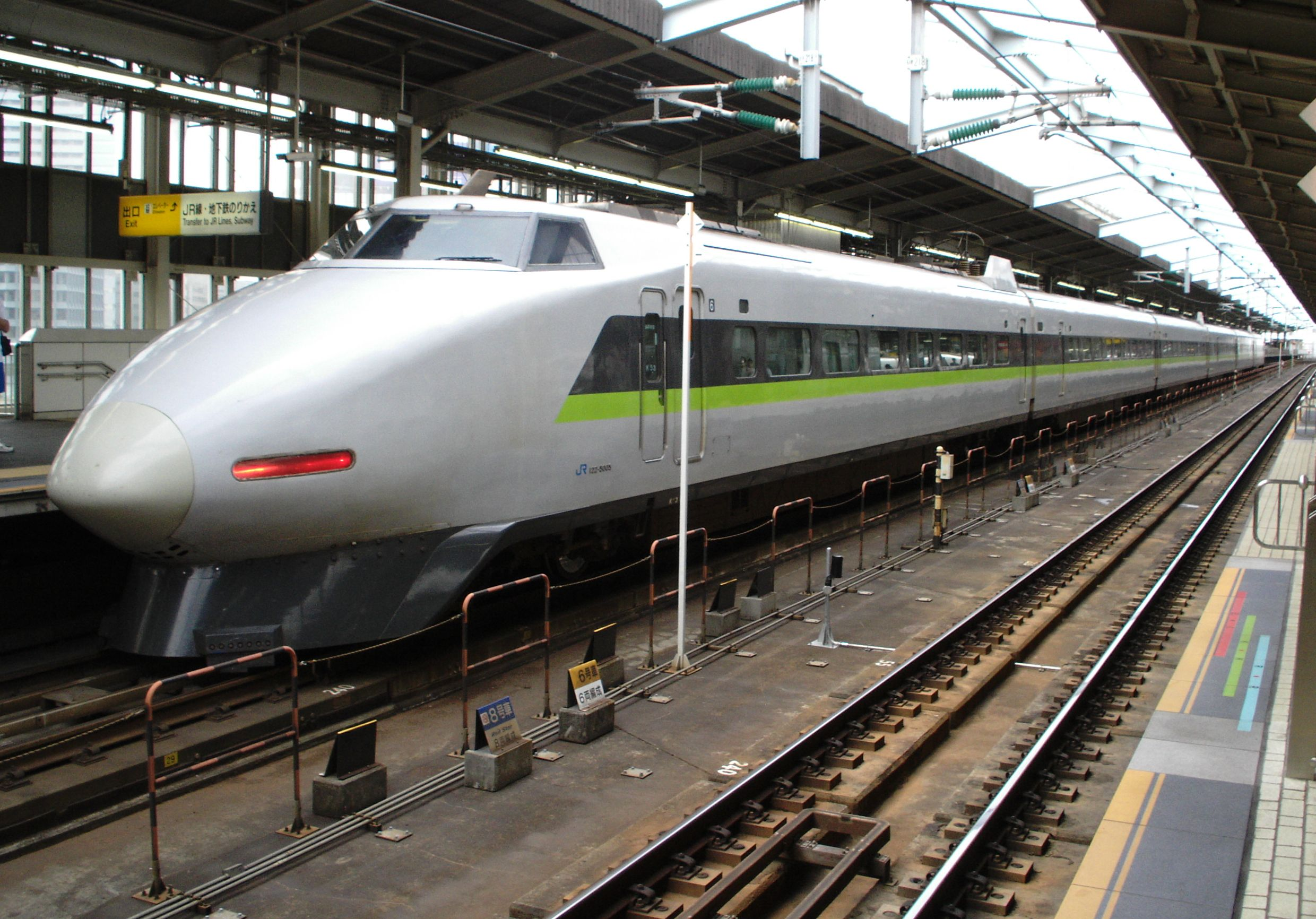
100계 리뉴얼 차량(K편성)

JR 서일본에서 고다마용 0계를 대체할 목적으로 장거리 운용에서 이탈한 100계를 개조·단편성화한 것으로, 2000년부터 운용되고 있다. 6량 편성을 K편성, 4량 편성을 P편성이라고 부른다.
차량 도장은 은색을 기조로 하여, 차내도 은색 계통의 색으로 변경되었다. 좌석은 100계의 1등차에 사용되고 있던 것을 유용하여, 풋레스트(발 받침대)를 제외하면 보통석과 같은 시트피치로 배열하는 방법으로, 히카리 레일스타의 지정석같은 수준의 좌석으로 업그레이드되었다. 4열 시트의 보통차로서 개조되었다. 또, 편성이 짧아져 2층 차량을 편성에서 제외했기 때문에 전차량 전동차가 되었다. 종차(種車)는 JR 서일본 소속 100계 V편성이지만(일부는 G1-7편성), 단편성화에 의해 선두차 및 휠체어 대응 차량(125-700)이 부족해졌기 때문에 폐차예정인 JR 도카이의 100계 G편성을 양도받아 선두차는 V편성의 중간차에 G편성 폐차체의 선두부를 잘라 붙여 선두차화했으며, 휠체어 대응 차량은 125-700의 차체를 재이용, 대차 등 기기를 V편성으로부터 이식하여 대응했다. 선두차화나 G편성의 차체를 재이용한 차량은 차체 번호 아래 두자리수가 50번이 되어 있다. 0계가 은퇴한 뒤, 500계와 함께 차량센터에 있던 100계 잉여분을 개조해서 0계에 쓰이던 고다마를 대체하였다.
덧붙여서 P편성은 신오사카 역의 신호 시스템의 형편상, 신오사카 역까지 노선 연장을 할 수 없기 때문에, 하카타-오카야마(이전에는 히메지)간에서만 운행되고 있다. 2012년 3월 16일에 전량 퇴역되었다.
- K편성 (6량 편성)
  - 정원: 394명(전차량 보통차)
  - 소속량수: 10편성 60량
  - 최고속도: 220km/h
  - 개조 시기: 2000년~2002년경
- P편성 (4량 편성)
  - 정원: 250명(전차량 보통차)
  - 소속량수: 12편성 48량
  - 최고속도: 220km/h
  - 개조시기: 2000년~2002년경

## 객차 구성
- G, X편성의 경우 2,6,12호차에 V편성의 경우 4,6,12,14호차에 P편성의 경우 2,4호차에 K편성의 경우 2,6호차에 팬터그래프가 존재했다.[1]

### G 편성
| 호차 | 1   | 2   | 3   | 4   | 5   | 6   | 7       | 8   | 9   | 10  | 11      | 12  | 13  | 14  | 15  | 16  |
| ---- | --- | --- | --- | --- | --- | --- | ------- | --- | --- | --- | ------- | --- | --- | --- | --- | --- |
| 명칭 | Tc  | M'  | M   | M'  | M   | M'  | M5      | TsD | TsD | Ms' | M7      | M'  | M   | M'  | M   | T'c |
| 번호 | 123 | 126 | 125 | 126 | 125 | 126 | 125-500 | 148 | 149 | 116 | 125-700 | 126 | 125 | 126 | 125 | 124 |
| 좌석 | 65  | 100 | 90  | 100 | 90  | 100 | 80      | 42  | 58  | 68  | 73      | 100 | 90  | 100 | 90  | 75  |

### K 편성 (6량 편성)
| 호차 | 1        | 2        | 3        | 4        | 5        | 6        |
| ---- | -------- | -------- | -------- | -------- | -------- | -------- |
| 명칭 | Mc       | M'       | M7       | M'       | M7       | M'c      |
| 번호 | 121-5000 | 126-3000 | 125-3700 | 126-3200 | 125-3000 | 122-5000 |
| 좌석 | 52       | 80       | 58       | 72       | 72       | 60       |

### P 편성 (4량 편성)
| 호차 | 1        | 2        | 3        | 4        |
| ---- | -------- | -------- | -------- | -------- |
| 명칭 | Mc       | M'       | M7       | M'c      |
| 번호 | 121-5000 | 126-3000 | 125-3700 | 122-5000 |
| 좌석 | 52       | 80       | 58       | 60       |

### V 편성[1]
| 호차 | 1        | 2        | 3        | 4        | 5        | 6        | 7        | 8        | 9        | 10       | 11       | 12       | 13       | 14       | 15       | 16       |
| ---- | -------- | -------- | -------- | -------- | -------- | -------- | -------- | -------- | -------- | -------- | -------- | -------- | -------- | -------- | -------- | -------- |
| 명칭 | Mc       | M'       | M        | M'       | M8       | M'       | TsD      | TDD      | TsD      | T'sD     | M7       | M'       | M        | M'       | M        | M'c      |
| 번호 | 121-3000 | 126-3000 | 125-3000 | 126-3000 | 125-3000 | 126-3000 | 179-3100 | 168-3000 | 179-3700 | 178-3000 | 125-3700 | 126-3000 | 125-3000 | 126-3000 | 125-3000 | 122-3000 |
| 좌석 | 65       | 100      | 90       | 100      | 90       | 100      | 80       | 44       | 58       | 68       | 73       | 100      | 90       | 100      | 90       | 75       |

### X 편성[7]
12량 편성
| 호차 | 1   | 2   | 3   | 4   | 5       | 6   | 7       | 8   | 9   | 10  | 11  | 12  |
| ---- | --- | --- | --- | --- | ------- | --- | ------- | --- | --- | --- | --- | --- |
| 명칭 | Tc  | M'  | M   | M'  | M7      | M'  | M5      | Ms' | M   | M'  | M   | T'c |
| 번호 | 123 | 126 | 125 | 126 | 125-700 | 126 | 125-500 | 116 | 125 | 126 | 125 | 124 |

16량 편성 (양산형)
| 호차 | 1        | 2        | 3        | 4        | 5        | 6        | 7        | 8        | 9        | 10       | 11       | 12       | 13       | 14       | 15       | 16       |
| ---- | -------- | -------- | -------- | -------- | -------- | -------- | -------- | -------- | -------- | -------- | -------- | -------- | -------- | -------- | -------- | -------- |
| 명칭 | Tc       | M'       | M        | M'       | M        | M'       | M5       | TDD      | TsD      | Ms'      | M7       | M'       | M        | M'       | M        | T'c      |
| 번호 | 123-9001 | 126-9001 | 125-9001 | 126-9002 | 125-9002 | 126-9003 | 125-9501 | 168-9001 | 149-9001 | 116-9001 | 125-9701 | 126-9004 | 125-9003 | 126-9005 | 125-9004 | 124-9001 |

16량 편성
| 호차 | 1   | 2   | 3   | 4   | 5   | 6   | 7       | 8   | 9   | 10  | 11      | 12  | 13  | 14  | 15  | 16  |
| ---- | --- | --- | --- | --- | --- | --- | ------- | --- | --- | --- | ------- | --- | --- | --- | --- | --- |
| 명칭 | Tc  | M'  | M   | M'  | M   | M'  | M5      | TDD | TsD | Ms' | M7      | M'  | M   | M'  | M   | T'c |
| 번호 | 123 | 126 | 125 | 126 | 125 | 126 | 125-500 | 168 | 149 | 116 | 125-700 | 126 | 125 | 126 | 125 | 124 |
| 좌석 | 65  | 100 | 90  | 100 | 90  | 100 | 80      | 44  | 56  | 68  | 73      | 100 | 90  | 100 | 90  | 75  |

## 폐차가 앞당겨진 이유
일부 차량에 단편성화 개조가 진행되는 한편, JR 서일본의 경우 100계는 먼저 데뷔한 0계 보다 앞서서 대량 폐차되었다.
도카이도 신칸센이나 산요 신칸센에서의 노조미나 히카리의 270Km/h 운전에 대응할 수 없었던 것도 있지만, 또 하나의 이유는, 100계가 전(全)전동차방식이 아니었던 것도 있다. 전전동차방식인 0계는, 간소한 개조로 그다지 성능이 바뀌지 않은 채 유닛 단위(2량)로 편성의 증감이 가능했지만, 100계는 MT비(전동차와 부수차의 비율)가 바뀌어 성능도 변화해 버리기 때문에, 편성장을 바꾸려면 본격적인 개조가 필요했다. 게다가 JR 서일본의 0계는 '웨스트 히카리'로의 운행을 위해 연명 개조된 차체가 많아, 100계 초기 차량보다 상태가 좋은 차체도 적지 않았다. 때문에, 100계의 단편성화 개조보다 연명 개조가 끝난 0계를 계속 사용하는 것이 경제적이었던 것이다.

## 그 외
'개요' 항목에도 있지만, 최종적으로 이 계열로서 실현된 0계 후계차의 구상은 1981년 말에는 이미 존재하여, 향후 국철 차량의 방향성을 나타내는 요소의 하나로서 각종 미디어나 철도 팬 등의 철도 잡지에서 다루어졌다. 당시 공표된 구상도 가운데, 선두부 형상이나 도색에 대해서는 대략적인 개념도가 대부분이지만, 접객시설의 경우에는 2층 식당차의 레이아웃이나 그린차 개인실 등 이후의 실제 차량에 꽤 가까운 것이었다. 또, 실현되지 않았던 것에는 2층 부분을 프리 스페이스 라운지로 하는 안도 있었다.

## 보존 및 전시 차량

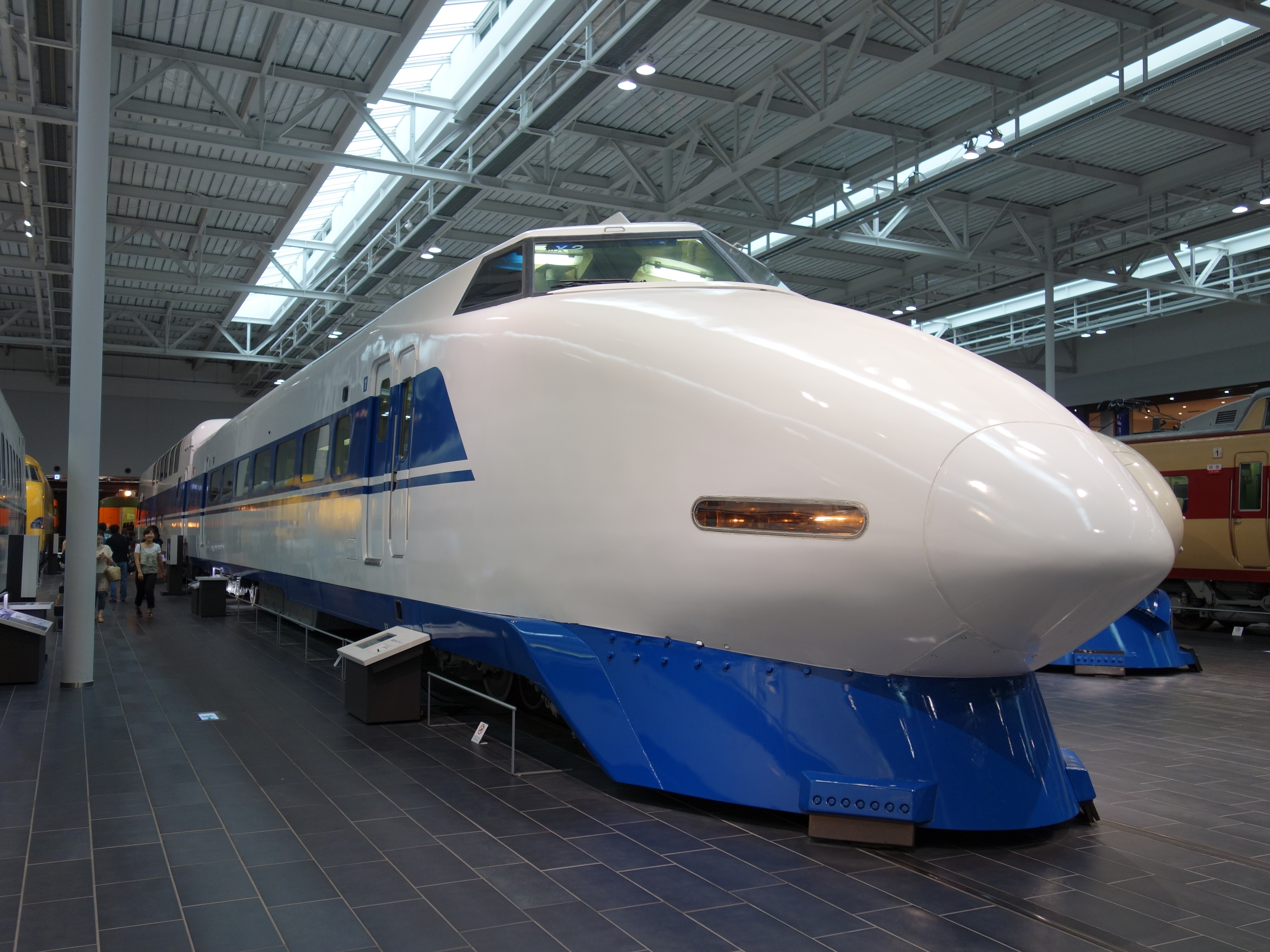
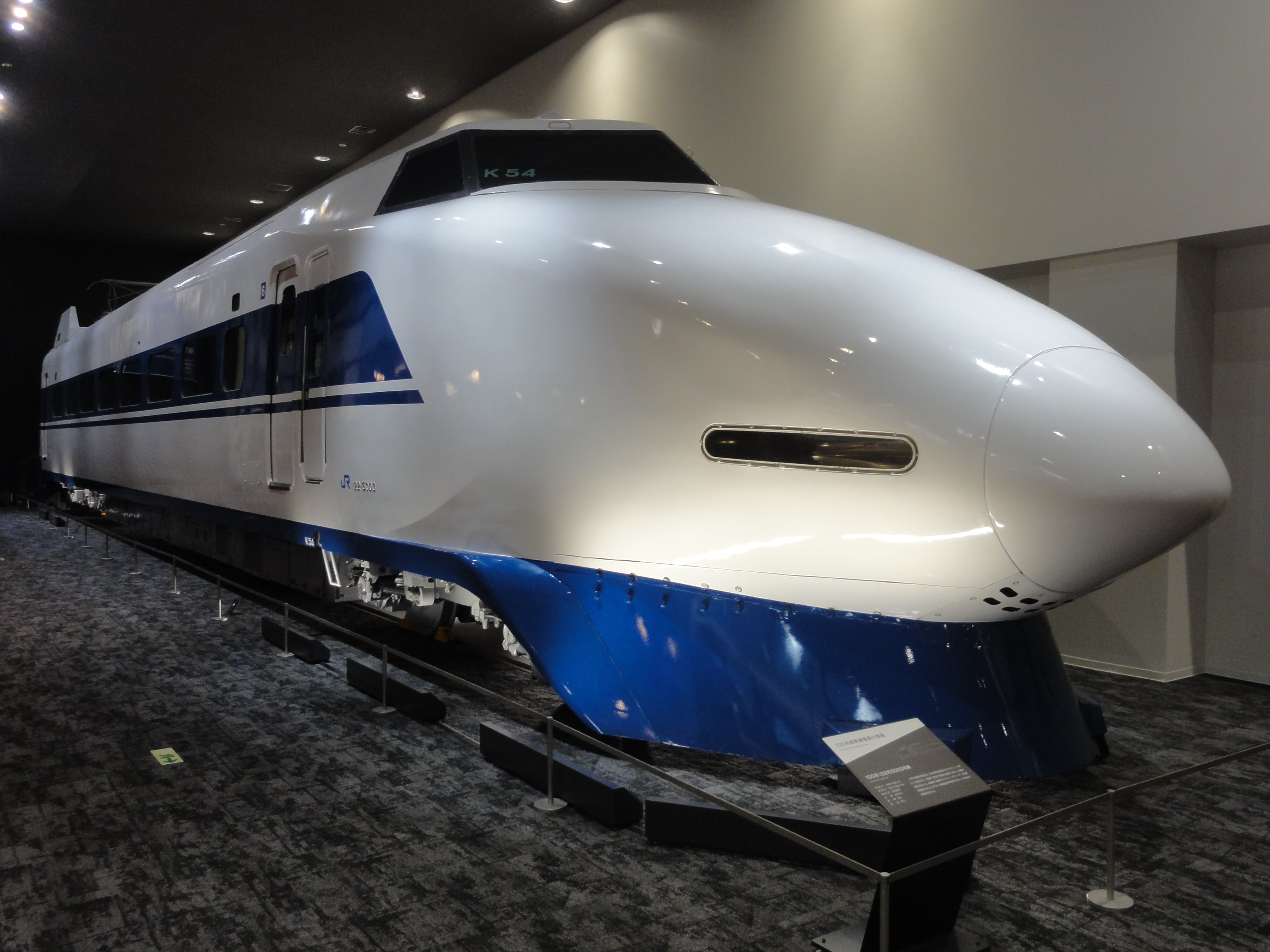
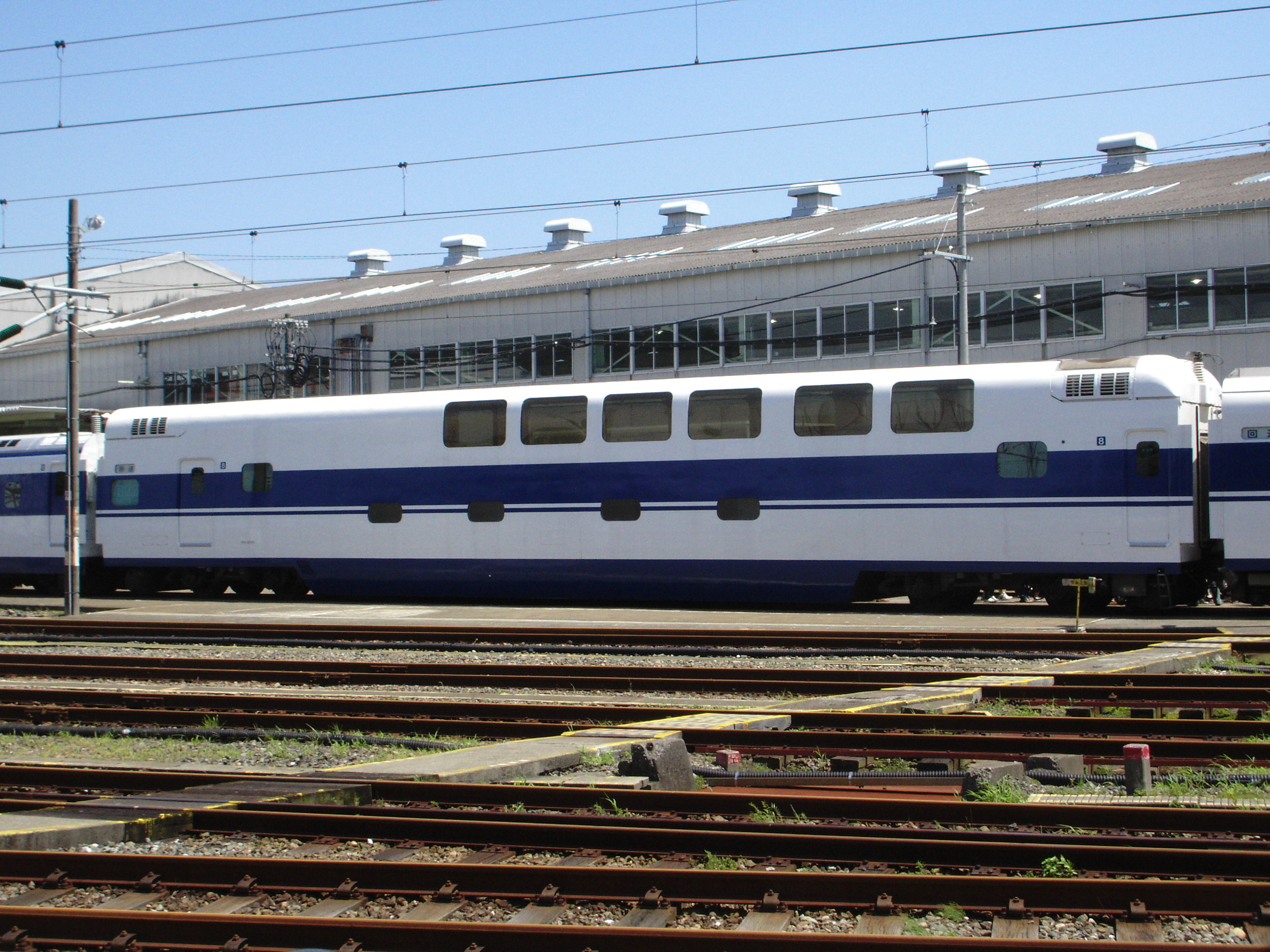

- 122-5003(V3편성 → K54편성, 122-3003 6호차)
2016년 4월에 개장된 교토 철도 박물관에 보존중이다.[10]
- 123-1 (X2편성), 168-9001(X1편성)
2011년 3월부터 아이치현에 위치한 SC말레브 철도 공원에 전시하고 있다.[11]

## 같이 보기
- 닥터 옐로우
- 크리스마스 익스프레스 - 100계가 등장하고 있었던 JR 도카이의 CM